# 岩崎高治
岩崎 高治（いわさき たかはる、1966年3月27日 - ）は、日本の経営者。ライフコーポレーション社長を務めている。

## 来歴・人物
東京都出身。慶應義塾高等学校を経て、1989年に慶應義塾大学経済学部を卒業し、同年に三菱商事に入社。1999年5月にライフコーポレーションに転じ、取締役に就任し、2001年10月に専務を経て、2006年3月に社長に就任。

## テレビ出演
- 日経スペシャル カンブリア宮殿 プライベートブランドで躍進！ 食品スーパー売り上げ日本一（2024年8月1日、テレビ東京）[3]。